# Palácios de Pena
Palácios de Pena é uma média-metragem de fantasia portuguesa de 2011, realizada, escrita e editada por Gabriel Abrantes e Daniel Schmidt. O filme retrata o modo como duas pré-adolescentes (interpretadas por Andreia Martina e Catarina Gaspar) enfrentam uma herança cultural de opressão durante a visita à sua avó doente (papel interpretado por Alcina Abrantes).
A obra foi selecionada para a secção "Horizontes" da 68ª edição do Festival Internacional de Cinema de Veneza, onde estreou a 2 de setembro de 2011. A sua primeira exibição pública em Portugal decorreu no ano seguinte, a 1 de maio, no âmbito do 9° Festival IndieLisboa. Ao longo da sua distribuição, Palácios de Pena foi multipremiado, nomeadamente com os prémios de melhor filme narrativo no Ann Arbour Film Festival e no Chicago Underground Film Festival.

## Sinopse
Duas primas de classe média alta vivem a sua pré-adolescência sem rumo, indiferentes a incêndios florestais, globalização, património mundial da UNESCO e tudo o que as rodeia. Mantêm uma relação fria e estranhamente distante entre si. Reencontram-se finalmente quando visitam a sua avó assim que esta fica doente. Esta visita leva-as a perceber que são uma geração alheia ao passado. As famílias querem que as jovens compitam pela avó, para que esta decida qual delas herdará a sua fortuna, a centenária propriedade e palacete lisboetas.
Nos momentos que passam no palacete, as meninas fantasiam com um passado medieval, a opressão do fascismo e a história colonial portuguesa. A avó doente também contribui ao descrever um sonho em que ela é juíza da Inquisição. Entre estas fantasias, surge a condenação de dois mouros homossexuais à queima na fogueira. Afinal, a ignorância das jovens estava aliada a uma vontade familiar de oprimir violentamente.
Ao acordar, as meninas descobrem que a avó morreu. Uma delas consegue obter a herança total do testamento às custas da outra. As primas tentam enfrentar toda a sua herança expressando sentimentos de medo, desejo e culpa.

## Elenco
- Alcina Abrantes;
- Andreia Martina;
- Catarina Gaspar;
- Ana Rita Franco;
- Bernarda dos Bois;
- Judite Maria;
- Mariana Roberto;
- Teresa Castro;
- Núria Coelho;
- Marta Lopes;
- Marta Monteiro;
- Marta Vaz do Carmo;
- Marta Grilo;
- Thiago Dantas;
- Luíz Silva;
- Gabriel Abrantes;
- Daniel Schmidt;
- Viktor Honchar;
- Yuri Ceban;
- Feodor Ulinici.[9]

## Equipa técnica
- Realização e argumento: Gabriel Abrantes e Daniel Schmidt.[10]
- Cinematografia: Natxo Checa e Eberhard Schedl.
- Edição: Gabriel Abrantes e Daniel Schmidt.
- Direção de atores: Flávia Gusmão.
- Produtores: Gabriel Abrantes, Zé dos Bois, Natxo Checa e Marta Furtado.
- Direção de arte: Natxo Checa.
- Coordenação de produção: Joana Botelho.
- Correção de cor: Paulo Inês e Pedro Vilela.
- Mistura: Branko Neskov e Hugo Leitão.
- Edição de som: Gabriel Abrantes e Daniel Schmidt.

## Produção
Palácios de Pena é uma média-metragem iniciada no contexto da exibição "O Dia pela Noite", após um convite do Lux Frágil. O projeto viria a ser produzido pela A Mutual Respect Productions, com a participação financeira da EDP. O então recém-criado Fundo de Apoio à Produção IndieLisboa/FNAC atribuiu diretamente um apoio de oito mil euros a Gabriel Abrantes, por este ter vencido o Prémio Talento Fnac em 2009 e o Grande Prémio da Competição Nacional do IndieLisboa em 2010. Segundo o diretor do Indielisboa, esta opção deveu-se também ao facto de que com a entrada na secção competitiva Orizontti do Festival de Veneza, Palácios de Pena teria de ser finalizado com urgência.

## Rodagem
O filme foi rodado em Portugal, em película Kodak S-16 mm, transferida posteriormente para Video HD.. Os atores não-profissionais não puderam ler o argumento antes das gravações. Tentando inverter o Método de Interpretação para o Ator, os autores ditavam o texto de cada cena para que os atores repetissem enquanto as câmaras rodavam. Não tendo sido gravado som ao vivo, todos os diálogos foram dobrados à posteriori. Gabriel Abrantes e Daniel Schmidt pediram ao elenco para sussurrar as suas falas diretamente para um microfone, num tom monótono, para que esta entrega artificial contrastasse com a linguagem melodramática do argumento original, que hiperboliza os estados emocionais dos personagens.

## Estilo e temas
Gabriel Abrantes pretendia fazer um filme em Portugal que explorasse a relação do cinema com a nação, particularmente como máquina propagandística de mitos nacionais (tomando como exemplo os filmes americanos O Nascimento de uma Nação de D. W. Griffith e 00:30 Hora Negra de Kathryn Bigelow). Deste modo, Palácios de Pena procura explorar o fardo da memória de Portugal representando o seu impacto através de uma amálgama radicalmente estilizada de histórias de cavaleiros, inquisições religiosas, mouros, mensagens de texto e pinturas. Deste modo, o filme mistura filme de época e género melodramático, desfile medieval com alegoria política, imagens da infância com o imaginário histórico e social. Por isso as protagonistas são adolescentes, fase da vida em que se navega entre o amoral e o moral, a criança e o adulto, existindo tanta responsabilização própria como um estado de suspensão mágica. Nas palavras dos autores "queríamos ver como a história do governo de Portugal, que sancionou a xenofobia e a intolerância sexual desde a inquisição ao fascismo, apareceria no rico círculo adolescente de Lisboa".

### Continuidade artística
Ainda que Gabriel Abrantes e Daniel Schmidt se tenham conhecido em Nova Iorque e não tenham crescido em Portugal, os três filmes que fizeram em colaboração até 2018 (A History of Mutual Respect, Palácios de Pena e Diamantino) estão relacionados com a cultura portuguesa. Abrantes considera que todas as obras abordam como boas intenções podem tornar-se a base de hipocrisia ou ignorância "e em como as noções de multiculturalismo e respeito mútuo muitas vezes partem do discurso de uma cultura dominante que intenta justificar, subliminarmente, o seu predomínio através da falsa promoção de valores que supostamente se baseiam numa procura de igualdade".
Ainda que Diamantino se distinga das obras anteriores no seu tom e uso de comédia, em termos de narrativa, a dupla de cineastas evita nestes filmes mecanismos literários meta-narrativos, de fragmentação ou não-lineares, mostrando-se interessada em trabalhar numa estrutura mais clássica tradicional, como forma de reação à abertura e flexibilidade que surgiram do pós-modernismo.

## Distribuição

### Lançamento
Palácios de Pena teve a sua estreia mundial na 68º edição do Festival de Cinema de Veneza, onde foi exibido a 2 e 3 de setembro de 2011. Gabriel Abrantes mostrou-se muito satisfeito pela seleção do filme para integrar a secção Horizontes: "Representa um grande salto no meu trabalho porque é um festival muito importante". Em Portugal, a sua primeira exibição pública foi a 1 de maio de 2012, na secção Observatório Curtas do 9° Festival IndieLisboa.

### Festivais
O filme percorreu um circuito de Festivais internacionais de cinema, dos quais se destacam os seguintes:
- Festival Internacional de Cinema de Vancouver (Canadá, 6 de outubro de 2011);[27]
- Festival de Cinema de Londres (Reino Unido, 22 de outubro de 2011);
- Viennale (Áustria, 27 de outubro de 2011);[28]
- Festival Internacional de Cinema de Gijón (Espanha, 20 de novembro de 2011);
- Oslo International Film Festival (Noruega, 22 de novembro de 2011);
- Belfort Entrevues Film Festival (França, 27 de novembro de 2011);
- Festival Internacional de Cinema de Roterdão (Países Baixos, 29 de janeiro de 2012);[7]
- Courtisane Festival of Film, Video and Media Art (Bélgica, 24 de março de 2012);
- Ann Arbor International Film Festival (EUA, 30 de março de 2012);
- Rencontres du moyen métrage de Brive (França, 13 de abril de 2012);
- Festival Internacional de Cinema de São Francisco (EUA, 20 de abril de 2012).[17]

### Exposições e mostras
Palácios de Pena integrou também vários espaços e eventos de arte, de entre os quais:
- Mostra de Filmes de Gabriel Abrantes, Galeria Zé dos Bois (Lisboa, 2012);[18]
- Centro Georges Pompidou (Paris, 6 de fevereiro de 2012);
- O Mar, BES Arte & Finança (Lisboa, 2013);[29]
- Museu da Imagem em Movimento (Nova Iorque);[30]
- Now Instant Image Hall (Los Angeles).[31]

## Receção

### Crítica
O filme foi geralmente bem recebido pela crítica. Joe Bowman (Fin de cinéma) listou Palácios de Pena entre os seus 100 filmes favoritos dos anos 2010. O curador Adam Pugh, escrevendo para Experimenta blog, elogia a cinematografia de Natcho Checa e Eberhard Schedl e admira a dificuldade em categorizar este filme pelo modo como promove "uma curiosa disjunção tanto na narrativa como na forma".
Em Filmuforia, o crítico Michael Pattison apresenta uma opinião mais moderada. Também elogia a cinematografia pelo modo como "desmente o orçamento aparentemente escasso do filme, enquanto Abrantes e Schmidt demonstram muito tato em disfarçar a sua falta de recursos, principalmente por meio de cortes oportunos e cenários remotos bem escolhidos". Ainda assim, considera que os autores não assumiram um compromisso sincero de questionar o status quo com a sua abordagem à temática do filme. Na sua crítica Conrado Heoli (Papo de cinema) atribui apenas uma estrela a Palácios de Pena, apelidando o filme de "obra irregular e oca, por vezes risível", uma vez que "toda sua promissora introdução é logo suprimida pela lacuna de objetividade de Abrantes e Schmidt, que parecem perdidos no abstracionismo de suas ideias – ou da falta delas".

### Premiações
Apresentam-se de seguida as nomeações e premiações de Palácios de Pena:
| Ano  | Premiação                                                 | Categoria                                    | Trabalho                                            | Resultado | Ref.   |
| ---- | --------------------------------------------------------- | -------------------------------------------- | --------------------------------------------------- | --------- | ------ |
| 2011 | Festival Internacional de Cinema de Veneza                | Queer Lion                                   | Palácios de Pena, Gabriel Abrantes e Daniel Schmidt | Indicado  | [ 36 ] |
| 2011 | Festival Internacional de Cinema de Veneza                | Prémio Horizontes para Melhor Média-metragem | Palácios de Pena, Gabriel Abrantes e Daniel Schmidt | Indicado  | [ 36 ] |
| 2012 | IndieLisboa                                               | Melhor Curta-metragem Portuguesa             | Palácios de Pena, Gabriel Abrantes e Daniel Schmidt | Indicado  |        |
| 2012 | Chicago Underground Film Festival 2012                    | Prémio do Júri para Melhor Filme Narrativo   | Palácios de Pena, Gabriel Abrantes e Daniel Schmidt | Venceu    | [ 37 ] |
| 2012 | Brive Mid-Length Film Meeting                             | Grand Prix                                   | Palácios de Pena, Gabriel Abrantes e Daniel Schmidt | Indicado  |        |
| 2012 | Ann Arbor Film Festival                                   | Prémio Lawrence Kasdan                       | Palácios de Pena, Gabriel Abrantes e Daniel Schmidt | Venceu    | [ 6 ]  |
| 2012 | 25 FPS International Experimental Film and Video Festival | Prémio da Crítica para Melhor Filme          | Palácios de Pena, Gabriel Abrantes e Daniel Schmidt | Venceu    | [ 37 ] |